# Viduthalai Chiruthaigal Katchi

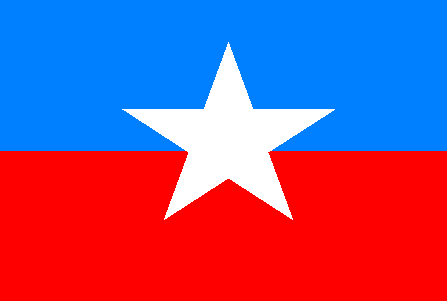
Parteifahne von Viduthalai Chiruthaigal Katchi

Viduthalai Chiruthaigal Katchi (VCK, Tamil விடுதலைச் சிறுத்தைகள் கட்சி, Liberation Panther Party, „Panther-Partei der Befreiung“, früher auch  Dalit Panthers of India oder Dalit Panthers Iyyakkam, „Dalit-Panther-Bewegung“) ist eine tamilische Regionalpartei im südindischen Bundesstaat Tamil Nadu.

## Parteigeschichte
Die Partei wurde 1988 durch R. Thirumavalavan (nach 2002 Thol. Thirumavalavan) in Madurai gegründet. Anstoß für die Gründung bildete das Zusammentreffen mit Malaichamy, dem örtlichen Organisator der Dalit Panthers of India (DPI), einer Bewegung, die sich die Verbesserung der Lebensbedingungen der Dalits auf die Fahnen geschrieben hatte. Der Name war in Anlehnung an die Black Panther Party gewählt worden. Im Folgejahr starb Malaichamy und Thirumavalavan wurde zu seinem Nachfolger als regionaler DPI-Vorsitzender gewählt. In den Folgejahren baute er die Organisation zu einer eigenen politischen Partei aus.
Neben den Interessen der Dalits vertritt die VCK außerdem einen prononcierten tamilischen Nationalismus. Im Parteiprogramm wurde ein unabhängiger Tamilenstaat Tamil Eelam in Sri Lanka und die Angliederung vermeintlich tamilische Gebiete in angrenzenden indischen Bundesstaaten an Tamil Nadu gefordert. Am 27. Dezember 2010 forderte die Partei in einer Resolution, die Kriminalisierung der international als terroristische Organisation geächteten Liberation Tigers of Tamil Eelam (LTTE, Tamil Tigers) aufzuheben.
VCK setzt sich für die Einführung der Prohibition in Tamil Nadu ein.
Bis zum Jahr 1999 boykottierte die VCK Wahlen, da sie Politiker als unehrlich ablehnte. Ab 1999 nahm sie an Wahlen teil. Im Laufe der Zeit gelang es der VCK nicht, wesentlich über das Wählerreservoir der Dalits hinaus eine zusätzliche Anhängerschaft zu gewinnen, wie das beispielsweise der Bahujan Samaj Party in Nordindien gelungen ist. Bei den Wahlen zum Regionalparlament von Tamil Nadu gewann die Partei zwischen 2006 und 2018 zwischen 300.000 und 600.000 Stimmen, entsprechend 0,8 bis 1,5 %. Politische Hauptkontrahenten sind die beiden dravidischen Parteien DMK und AIADMK. Mit der kleineren Pattali Makkal Katchi (PMK), die im Wesentlichen die Interessen der Vanniyar-Kaste vertritt, kam es wiederholt zu handgreiflichen Auseinandersetzungen. Die VCK steht außerdem in Konkurrenz zur Puthiya Tamilagam (PT), einer anderen tamilischen Dalit-Partei.